# Scarto
Scarto är ett italienskt kortspel som spelas med en tarotkortlek. Det är avsett för tre deltagare och är ett av de äldsta kända tarotspelen.
I likhet med de flesta andra spel med tarotleken är scarto ett sticktagningsspel, där de 21 numrerade trumfkorten har rollen som permanent trumffärg. Den som är giv ger motspelarna och sig själv 25 kort var; de resterande korten tillfaller given. Målet är inte att vinna flest stick, utan att ta så många poäng som möjligt genom att spela hem de speciella värdekorten: det högsta trumfkortet (Världen alternativt Ängeln), det lägsta (Magikern), den onumrerade trumfen (Narren), samt de klädda korten.
Man spelar över tre givar, och den som slutar på den lägsta poängsumman betalar en överenskommen insats till de båda andra.